# Kostiantyn Poliszczuk
Kostiantyn Wołodymyrowycz Poliszczuk, ukr. Костянтин Володимирович Поліщук, ros. Константин Владимирович Полищук, Konstantin Władimirowicz Poliszczuk (ur. 13 maja 1970 w Mikołajowie) – ukraiński piłkarz, grający na pozycji obrońcy, trener piłkarski.

## Kariera piłkarska
Wychowanek Szkoły Sportowej Sudnobudiwnyk Mikołajów. Pierwsi trenerzy: Anatolij Norow i Jewhen Derewjaha.  W 1987 rozpoczął karierę piłkarską w drużynie Sudnobudiwnyk Mikołajów. W 1989 został piłkarzem Majaka Oczaków, który potem zmienił nazwę na Artanija Oczaków. Latem 1995 został zaproszony do wyższoligowego Kreminia Krzemieńczuk. Na początku 1996 wyjechał do Białorusi, gdzie bronił barw klubu Fomalgaut Borysów. Latem 1996 powrócił do mikołajowskiego klubu, który już nazywał się SK Mikołajów. Potem występował w klubach Olimpija FK AES Jużnoukraińsk, Portowyk Iljiczewsk, Krystał Chersoń i Wodnyk Mikołajów. W 2005 zakończył karierę piłkarza.

## Kariera trenerska
Jeszcze będąc piłkarzem rozpoczął pracę szkoleniowca. W kwietniu 2004 oraz w sierpniu-wrześniu 2005 pełnił również obowiązki głównego trenera Krystału Chersoń. W międzyczasie pomagał Serhijowi Puczkowu trenować Krystał. Od 12 marca 2014 do 29 września 2008 pracował na stanowisku dyrektora technicznego PFK Sewastopol, gdzie głównym trenerem również był Serhij Puczkow. Następnie pomagał Serhijowi Puczkowu trenować kluby Tawrija Symferopol, PFK Sewastopol, Sławutycz Czerkasy i Metałurh Zaporoże. Krótko, od 12 marca do kwietnia 2014 pracował na stanowisku dyrektora sportowego MFK Mikołajów. 30 kwietnia 2014 dołączył do sztabu szkoleniowego azerskiego klubu Gandzasar Kapan.

## Sukcesy i odznaczenia

### Sukcesy piłkarskie
Majak Oczaków
- wicemistrz Ukraińskiej SRR wśród amatorów: 1989, 1990
- zdobywca Pucharu Ukraińskiej SRR wśród amatorów: 1990

SK Mikołajów
- mistrz Pierwszej Ligi Ukrainy: 1998

### Sukcesy trenerskie
Tawrija Symferopol (jako asystent)
- zdobywca Pucharu Ukrainy: 2010

### Odznaczenia
- tytuł Mistrza Sportu ZSRR